# Nazionale italiana magistrati
La Nazionale italiana magistrati è una squadra di calcio formata da magistrati italiani fondata il 23 ottobre 1994 dal giudice del Tribunale di Monza Piero Calabrò e dal procuratore aggiunto della Repubblica presso il Tribunale di Milano Ferdinando Pomarici. La nazionale svolge incontri finalizzati al finanziamento di progetti d'aiuto, ed è inoltre testimonial di Telethon, Anffas, Libera, Fondazione Exodus  e ADMO.

## Iniziative sportive e benefiche
Le iniziative di maggiore richiamo sono state le due Partite del cuore con la Nazionale cantanti svoltesi rispettivamente allo stadio Meazza di Milano il 2 giugno 1995 e allo stadio Favorita di Palermo il 23 maggio 2012, riprese in diretta televisiva. Accanto a queste vi sono state più di 300 partite giocate in tutta Italia, con ampio coinvolgimento di cittadini. Complessivamente in queste iniziative sono stati raccolti, grazie a incassi, devoluzioni e sponsorizzazioni, oltre 6 milioni di euro che sono stati destinati a progetti benefici.
La NIM ha tenuto anche partite ed iniziative all'estero (Argentina, Ungheria, Russia, Germania, Brasile, Capo Verde, Malta, Austria) nell'ambito di un'idea di gemellaggio e scambio culturale con magistrature di altri paesi.

## L'attività culturale e il tribunale dei diritti del disabile
Parallelamente alle partite vengono tenuti incontri nelle scuole e dibattiti pubblici sui temi relativi alla legalità, alla sicurezza negli stadi, al contrasto alla criminalità organizzata. I dibattiti e l'attività agonistica, sia pure amatoriale, hanno consentito a moltissimi cittadini di “scoprire la normalità” dei magistrati con un positivo avvicinamento alla giustizia e alle istituzioni.
Di particolare impatto e rilievo è stato il lancio, a partire dal 1999, del Tribunale dei diritti del disabile, momento di riflessioni e dibattito, organizzato insieme all'Anffas per affrontare e risolvere problemi giuridici sorti a tutela dei disabili. Il Tribunale, di cui sono state svolte XII sessioni in diverse città italiane, è stato strutturato a livello spettacolare come un vero e proprio processo simulato, con un quesito posto dall'Anffas, un'arringa difensiva svolta da avvocati ed un parere emesso da un collegio di magistrati. Alcuni di questi pareri, il cui valore si fonda unicamente sull'autorevolezza e la bontà del ragionamento giuridico, sono serviti alle famiglie interessate per far cambiare orientamenti sfavorevoli da parte degli uffici competenti in danno del cittadino disabile.

## La squadra
Alle partite della Nazionale Magistrati hanno partecipato oltre 100 magistrati. In questi anni hanno assicurato il loro aiuto e la loro presenza personalità prestigiose del mondo del calcio come Giovanni Trapattoni, Luigi Maifredi, Claudio Ranieri, Alessandro Altobelli, Roberto Boninsegna, Claudio Gentile, Giampiero Marini, Francesco Totti.
Presidente onoraria della squadra è stata Rita Borsellino.

## Record individuali

### Numero di presenze
|   |                   | Presenze |
| - | ----------------- | -------- |
| 1 | Piero Calabrò     | 361      |
| 2 | Roberto Spanò     | 313      |
| 3 | Riccardo Atanasio | 312      |
| 4 | Nicola Clivio     | 293      |
| 5 | Claudio Castelli  | 289      |

### Numero di reti
|   |                      | Reti |
| - | -------------------- | ---- |
| 1 | Filippo Di Benedetto | 218  |
| 2 | Roberto Spanò        | 179  |
| 3 | Pietro Calabrò       | 81   |
| 4 | Marco Lualdi         | 64   |
| 5 | Nicola Clivio        | 51   |

### Media realizzativa
|   |                      | Presenze | Reti | Media |
| - | -------------------- | -------- | ---- | ----- |
| 1 | Giovanni Polizzi     | 4        | 5    | 1.25  |
| 2 | Filippo Di Benedetto | 190      | 218  | 1.15  |
| 3 | Antonio Lombardi     | 23       | 15   | 0.65  |
| 4 | Roberto Spanò        | 313      | 179  | 0.57  |
| 5 | Matteo Frasca        | 24       | 10   | 0.42  |